# Понтољо
Понтољо (итал. Pontoglio) је мали град у округу Бреша, покрајина Ломбардија, Италија. Простире се на левој обали реке Ољо. Према попису из новембра 2009. Понтољо има 6.955 становника.

## Становништво
Према резултатима пописа становништва 2011. у општини је живело 6.894 становника.
| 1931. | 1936. | 1951. | 1961. | 1971. | 1981. | 1991. | 2001. | 2011. |
| ----- | ----- | ----- | ----- | ----- | ----- | ----- | ----- | ----- |
| 3.923 | 4.083 | 4.730 | 4.646 | 5.163 | 5.731 | 6.139 | 6.330 | 6.894 |